# Man bygger ett hus
Man bygger ett hus är en roman av Rudolf Värnlund utgiven 1938.
Romanen är en kollektivberättelse om ett antal människor med anknytning till ett husbygge och ett arbetslag. Boken var den sista roman som Värnlund själv publicerade och den blev hans definitiva genombrott. 

## Mottagande
Herbert Grevenius skrev: "Det finns ingen svensk arbetardiktare, som givit så intensiva uttryck åt klassens helt nedärvda börda av trälkänslor och rotlöshetskomplex som Värnlund". Eyvind Johnson karakteriserade i BLM romanen som "ett fullviktigt verk och en av de intensivaste studier i svensk psykologi som kommit ut här i landet under de senaste decennierna...den har både den kraft, själva materialet och miljön skänkt erfarenheten och den kunskap som en skildring av subtila själsliga processer kräver"

## Utgåvor
- Värnlund, Rudolf (1938). Man bygger ett hus. Stockholm: Tidens förlag
- Värnlund, Rudolf; Carlson, Stig (1956). Skrifter i urval 5, Man bygger ett hus. Stockholm
- Värnlund, Rudolf; Furuland, Lars (1975). Man bygger ett hus. Tidens förlag. ISBN 91-550-1843-2
- Värnlund, Rudolf (1984). Man bygger ett hus. Stockholm: Röda Rummet. ISBN 91-7362-102-1